# 仙台市博物館

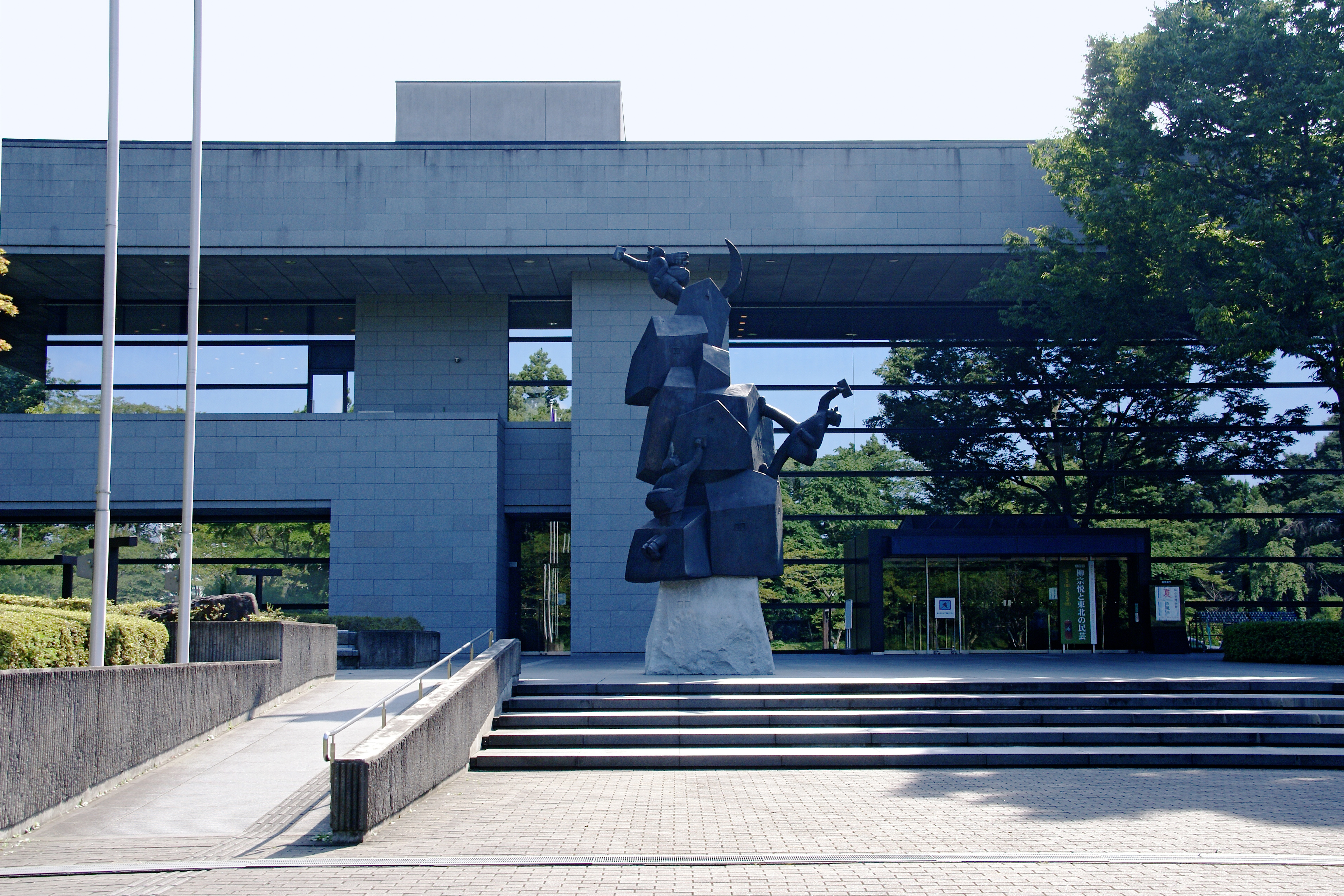
仙台市博物館

仙台市博物館（日语：／ sendaishihakubutsukan）是位於日本仙台市市中心西部廣瀨川右岸的一座仙台市立博物館。

## 历史
在江戶時代這裡曾是仙台城三之丸，現在是青葉山公園的一部分。仙台市博物館主要展示有關宮城縣和仙台市歷史有關的展品，其中又以和仙台藩及伊達氏、慶長遣歐使節的關聯展品最為充實。博物館收藏的《奥州仙台領絵圖》長達8米，是館內的人氣展品。因仙台市博物館所在地曾是陸軍第2師團所在地，因此博物館入口附近有第2師團使用過的軍馬及軍用動物的慰靈碑。
仙台市被米其林旅遊指南評為二星級旅遊景點。2007年有超過19萬人參觀仙台市博物館。